# Kitiara Braune
Kitiara Braune (* 1996 in Greiz) ist eine schwedische Geigerin und Komponistin.

## Leben
Kitiara Braune wurde 1996 in Greiz (Thüringen) geboren und ist in Schweden aufgewachsen. Mit vier Jahren begann sie unter Anleitung von Henryk Nowakowski Geige zu spielen. 2007 wechselte Kitiara Braune von Boden nach Stockholm. Dort erhielt sie ihre weitere musikalische Ausbildung bei Nina Balabina und Oleg Balabine an der Spezialschule für Musik „Lilla Akademien“. Zudem nahm sie regelmäßig Unterricht bei Jürgen Geise (Mozarteum Salzburg) und Roland Baldini (Hochschule für Musik und Theater „Felix Mendelssohn Bartholdy“ Leipzig). Ihren Master of Music Performance erwarb sie 2020 an der Norwegischen Musikhochschule in Oslo (NMH) unter Prof. Terje Moe Hansen.
Im Alter von zwölf Jahren gab sie ihr Solodebüt mit den Norrbotten Jugendsymphonikern sowie ihr Fernsehdebüt als Solist mit dem Sveriges Radios Symfoniorkester.
2011 wurden Ausschnitte eines Konzerts mit Kitiara Braune anlässlich einer Sendereihe über junge Musiker des Kultursenders P2 des schwedischen Rundfunks (SR) gesendet.
Drei Jahre später war sie mehrmals live im Studio von SR P4. Zu diesem Zeitpunkt gab sie gemeinsam mit 4 weiteren jungen Musikern mehrere klassische Konzerte in Boden.
Kitiara Braune nahm an nationalen und internationalen klassischen Musikwettbewerben teil. Für ihre gezeigten musikalischen Leistungen erhielt sie mehrere Stipendien, darunter das Kulturstipendium der Odd Fellows Loge in Boden, das Welin-Stipendium der Königlich Schwedischen Musikakademie sowie das Lilly und Henry Sandberg Stipendium.
Musikalische Arrangements von ihr wurden unter anderem in St. Helier und Tallinn aufgeführt. Als jüngste Teilnehmerin nahm sie 2013 am Komponistenwettbewerb des Norrköping Symphonieorchesters (SON) teil.